# محمد شفيق العاني
محمد شفيق العاني قاضي ورئيس محكمة تمييز العراق والوزير السابق وعضو المجمع العلمي العراقي

## الولادة والنشأة
محمد شفيق بن الحاج شريف بن عبد اللطيف العاني، ولد في مدينة عانة غرب العراق عام 1326هـ/1908م.
درس اللغة العربية وتعلم القرآن عند أبيه، ثم قدم بغداد شابا وقرأ على علماءها، وكان ذكيا نابغة.

## دراسته
بعد دراسته السابقة دخل كلية الإمام الأعظم ودرس فيها، وأستمر في  دراسته العلمية على الشيوخ ومنهم عبد الوهاب النائب، ويوسف العطا، وقاسم القيسي، وعبد المحسن الطائي، ونوري الشيرواني، ونعمان الأعظمي، وحمدي الأعظمي، وطه الراوي ، ومنير القاضي ، وعبد الملك الشواف، وغيرهم، وأنتسب إلى كلية الحقوق وتخرج منها بتفوق عام 1931م.

## مناصبه الحكومية والقضائية
في عام 1935م عين حاكما (قاضيا) في مدينة القرنة، ثم نقل منها إلى مدينة البصرة، ومنها إلى مدينة النجف، ثم في مدينة كربلاء، ثم حاكما في مدينة الكاظمية.
وكان قاضيا نزيها عادلا قويا وفي عام 1944م عين عضوا في مجلس التمييز الشرعي، ثم رئيسا للمجلس.
في عام 1952م عين مديرا عاما للأوقاف في بغداد يوم لم تكن هناك وزارة للاوقاف في العراق، ثم عين وزيرا للدولة عام 1953م.
وفي عام 1954م عين عضوا في محكمة تمييز العراق، وفي عام 1958م عين نائبا لرئيس محكمة التمييز، وفي عام 1962م رقي إلى رئيس محكمة التمييز.
في عام 1963م أنتخب عضوا في المجمع العلمي العراقي.
أحيل إلى التقاعد عام 1969م.

## الثقافة والتعليم
كان شفيق العاني يحاضرا في كلية الشريعة في الأعظمية، وكذلك في كلية الحقوق في بغداد.
وهو واسع الثقافة وبارع وفقيه وحسن السمت ومعروفا بالإخلاص في عمله، وله مؤلفات عديدة ومقالات كثيرة نشرت في الصحف والمجلات. أضافة إلى نظمه للشعر حيث نظم قصيدة في شبابه عنوانها (الفضيلة المكلومة). 
وقال فيها:
إذا ما عم في الشعب البغاء... فقل ياشعب طوقك الشقاء
وقل حلت بموطنك الرزايا... وقد بدا التفسخ فالفنــاء
تراءت لي الفضيلة وهي تبكي...فقلت عـلام يغلبك البكــاء
فقالت قد أضاعتني شباب.... وأشياخ وعـادتني نسـاء
وها أنا من نبـال القوم صرعى... تضرجني لدى قومي الدمـاء
وأجمعت القوى منهـا وقالت... وقد ظهر التألم والعناء
أرى داء الرذيلة بأنتـشـار... وأخشى أن يطـول به البقاء
وذلك في الحقيقة شـر داء... عضـال لا يعالجه شـفاء
فلا مجد يرجى وهو باق... ولا لنهوضـكم يبقى رجـاء
و لا هـمـم إلى العلـيـاء تسعى... ولا روح ولا يبـقى إبـاء
وهل يرجـى الإبـاء إلى نفوس... ضـعـاف قد تعهـدها البـغـاء
فإن لم ترجـعوا نـحوي غـيارى... يـحـيق بكم ويا أسـفي البـلاء
وإن لم تـقلعوا ذا الداء عنـكـم...على الأخـلاق والمـجـد العـفـاء

## مؤلفاته
- أحكام الأوقاف.
- أصول المرافعات والصكوك في القضاء الشرعي.
- حول توحيد المصطلحات القانونية في البلاد العربية.
- الفقه الإسلامي ومشروع القانون الموحد في البلاد العربية.

## وفاته
توفي شفيق العاني في يوم 7 رجب 1391 هـ/ 29 آب 1971م، وشيع بموكب مهيب سار فيه العلماء والأدباء ورجال الصحافة والقضاء وصلوا عليه صلاة الجنازة في جامع الإمام الأعظم، ودفن في مقبرة الخيزران قرب قبر عبد الغفور البدري صاحب جريدة الاستقلال.